# لويس تومسون برستون
لويس تومسون برستون (بالإنجليزية: Lewis Thompson Preston)‏ هو مصرفي ولاعب هوكي الجليد وسياسي أمريكي، ولد في 5 أغسطس 1926 في نيويورك في الولايات المتحدة، وتوفي في 4 مايو 1995 في واشنطن العاصمة في الولايات المتحدة. انتخب رئيس مجموعة البنك الدولي (1 سبتمبر 1991 – 1 فبراير 1995).

## روابط خارجية
- لويس تومسون برستون على موقع مونزينجر (الألمانية)